# Talygen
Talygen es un programa de management empresarial basado en la nube. A principios de 2014, PC Magazine lo colocó séptimo en su lista de Los 10 Mejores Programas para pequeños negocios en CES. El programa automatiza muchos procesos empresariales como seguimiento de tiempo, relaciones con el cliente y recursos humanos.